# Kōya-san

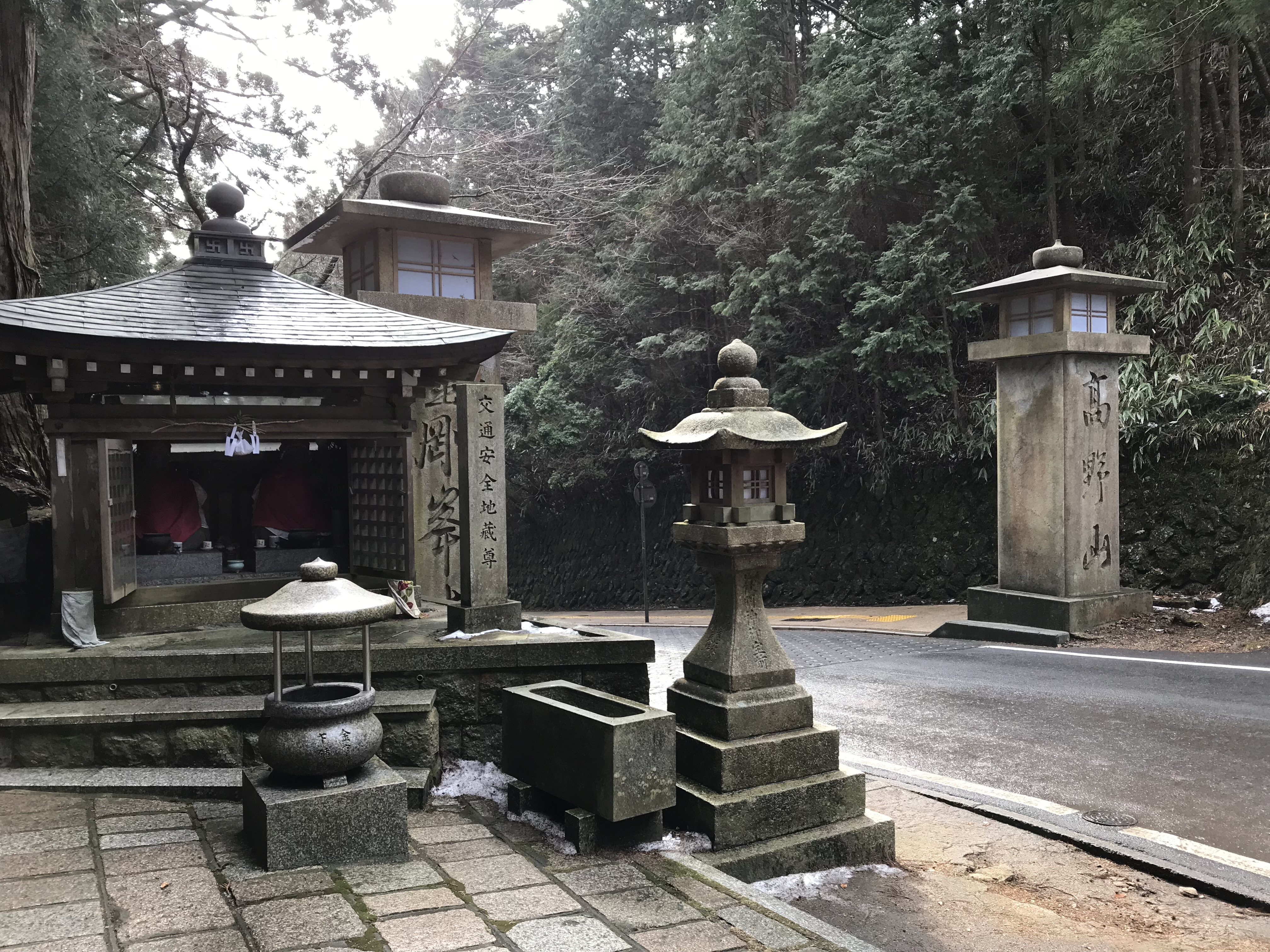
Eingang zum Areal des Kongōbu-Tempels an der „Frauenhalle“ (Nyonindō). Die beiden Pfeiler zeigen den Tempelnamen Kongōbu-ji (links) und den „Bergnamen“ (sangō) Kōya-san

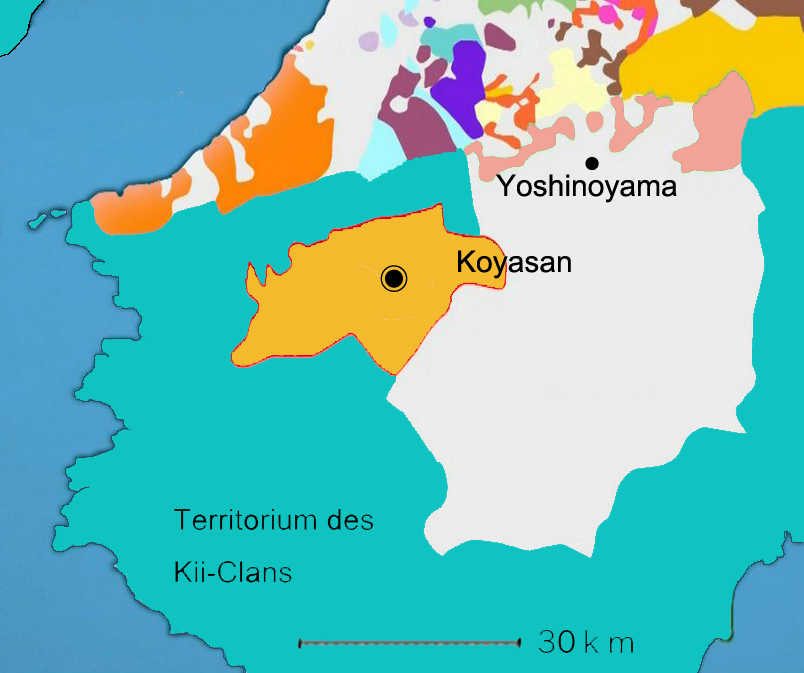
Ländereien des Kōya-san während der Edo-Zeit

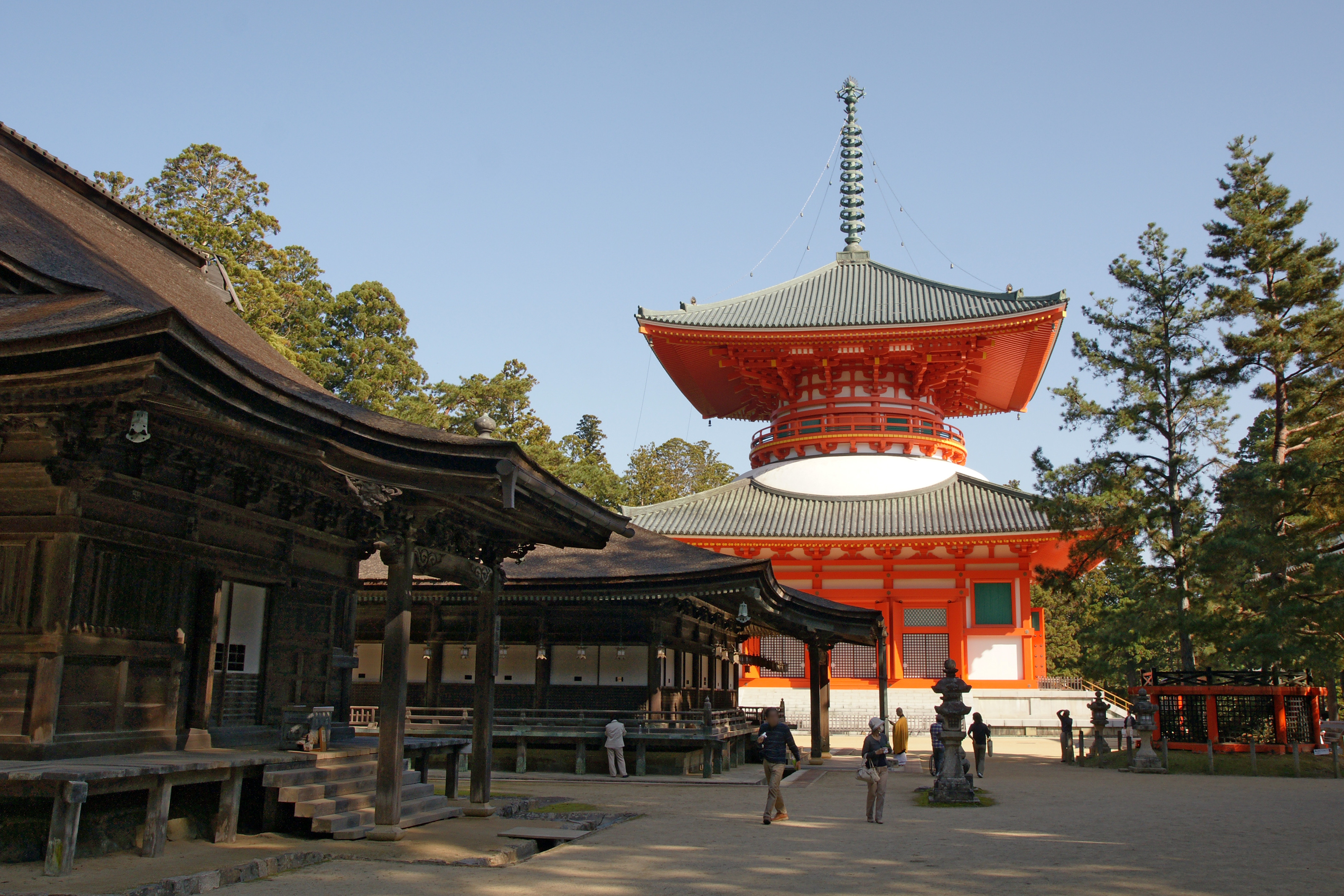
„Grundlegende Großpagode“ (Kompon Daitō) im Danjōgaran, dem wichtigsten Bezirk des Kōya-san

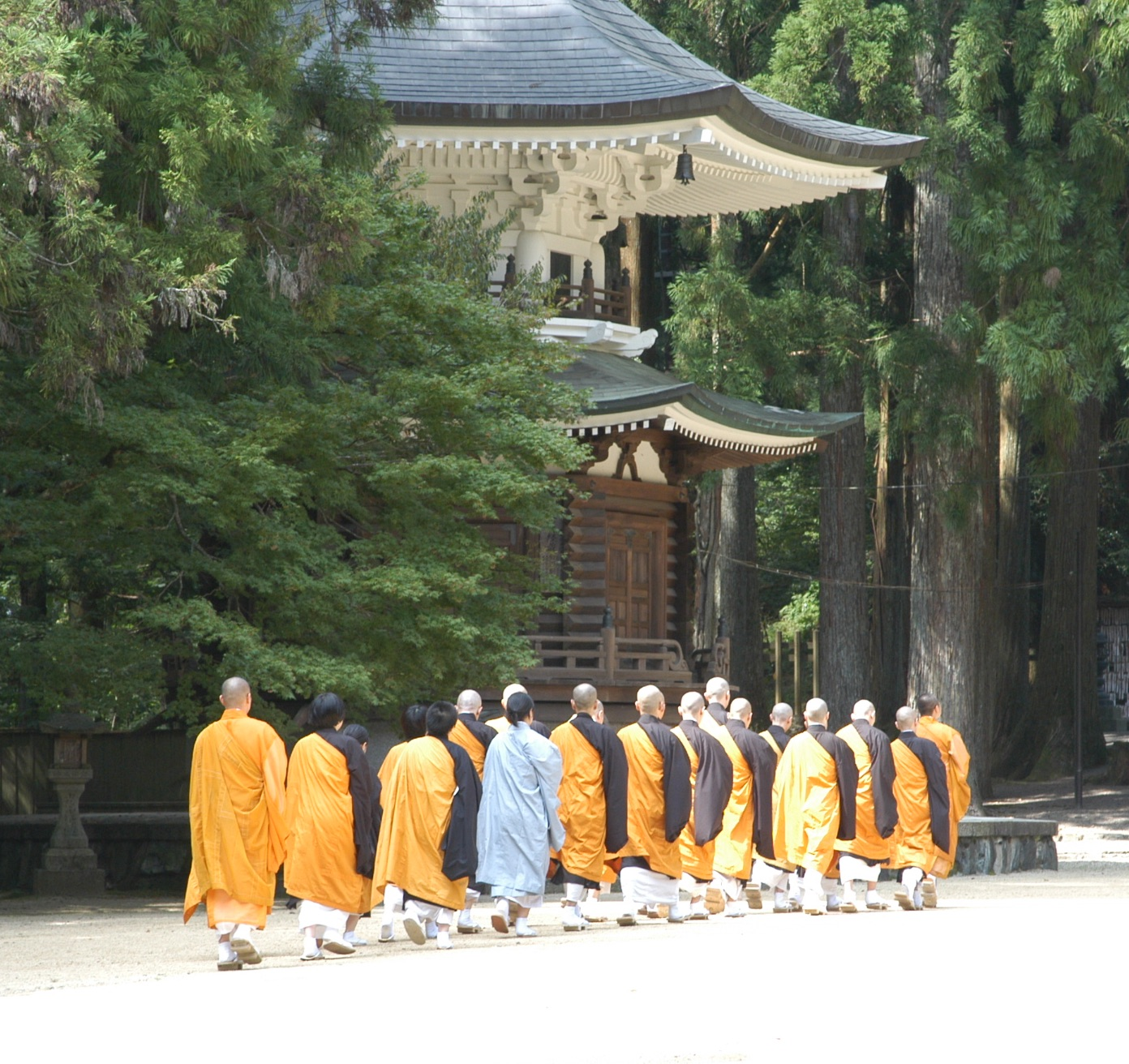
Mönche bei ihren Exerzitien in der Nähe des Sutrenspeichers (Danjōgaran)

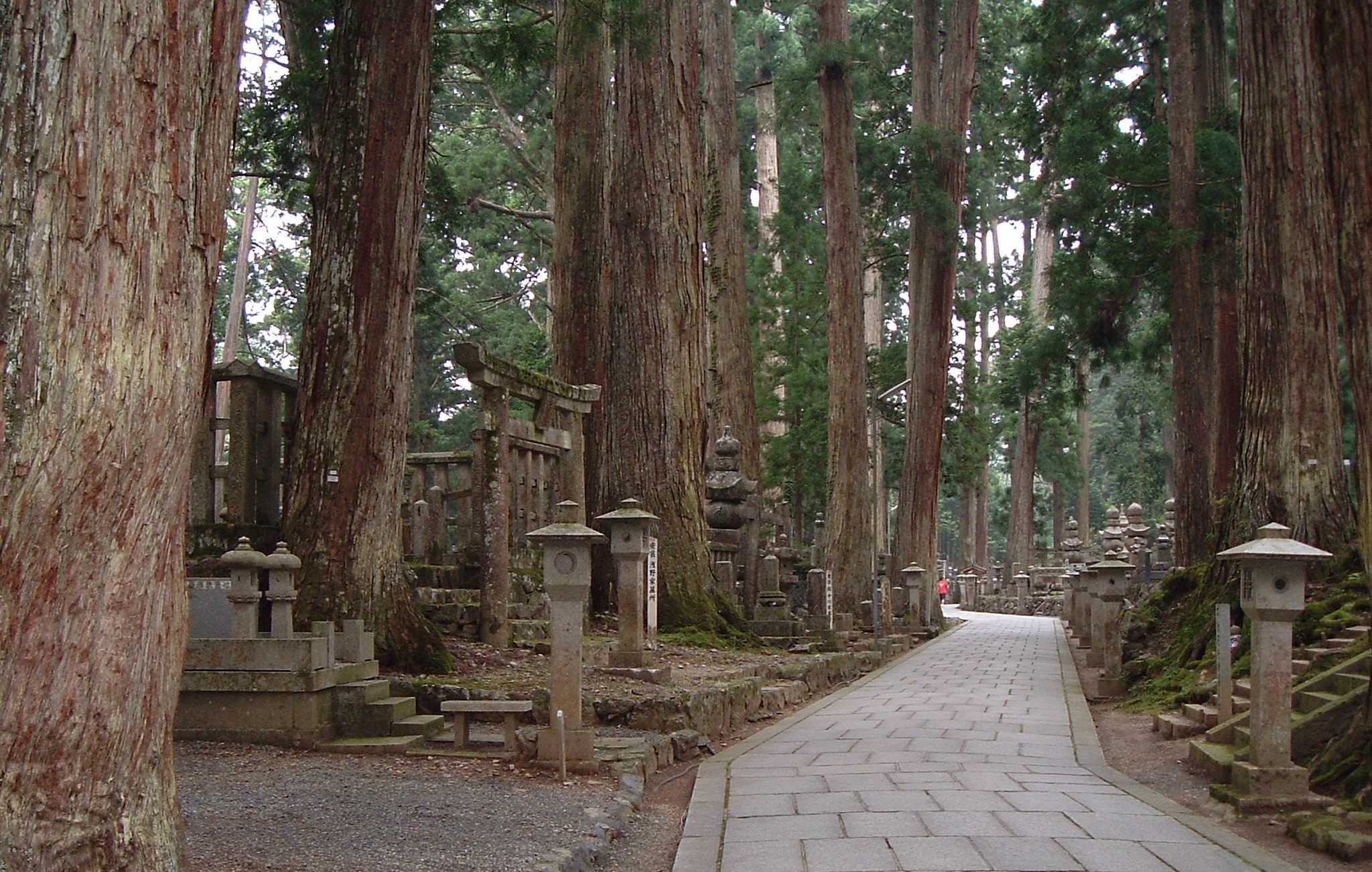
Weg durch den Friedhof zur „Hinteren Halle“ (Oku-no-in)

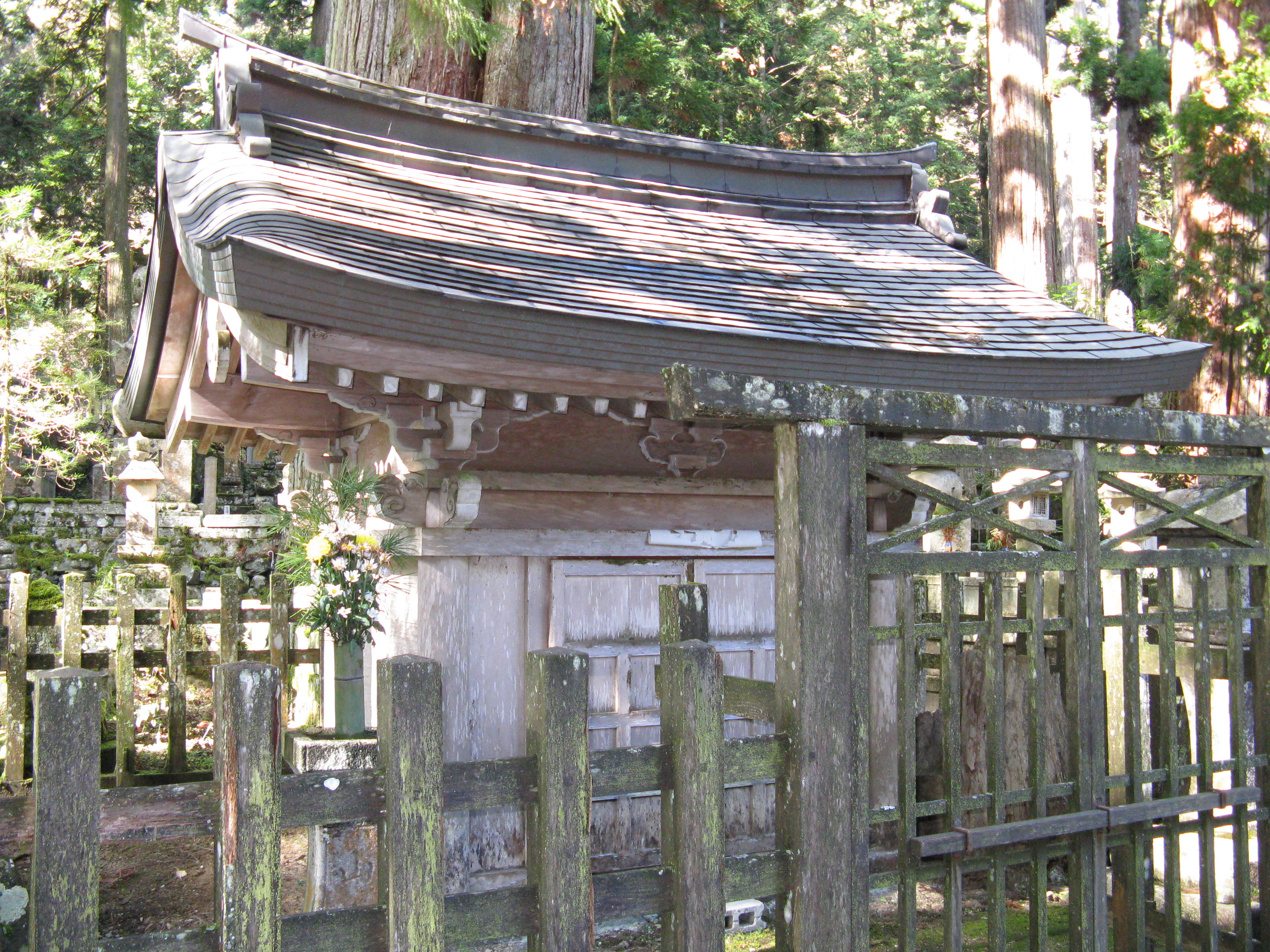
Mausoleum von Mokujiki Ōgo, dem „Retter des Kōya-san“

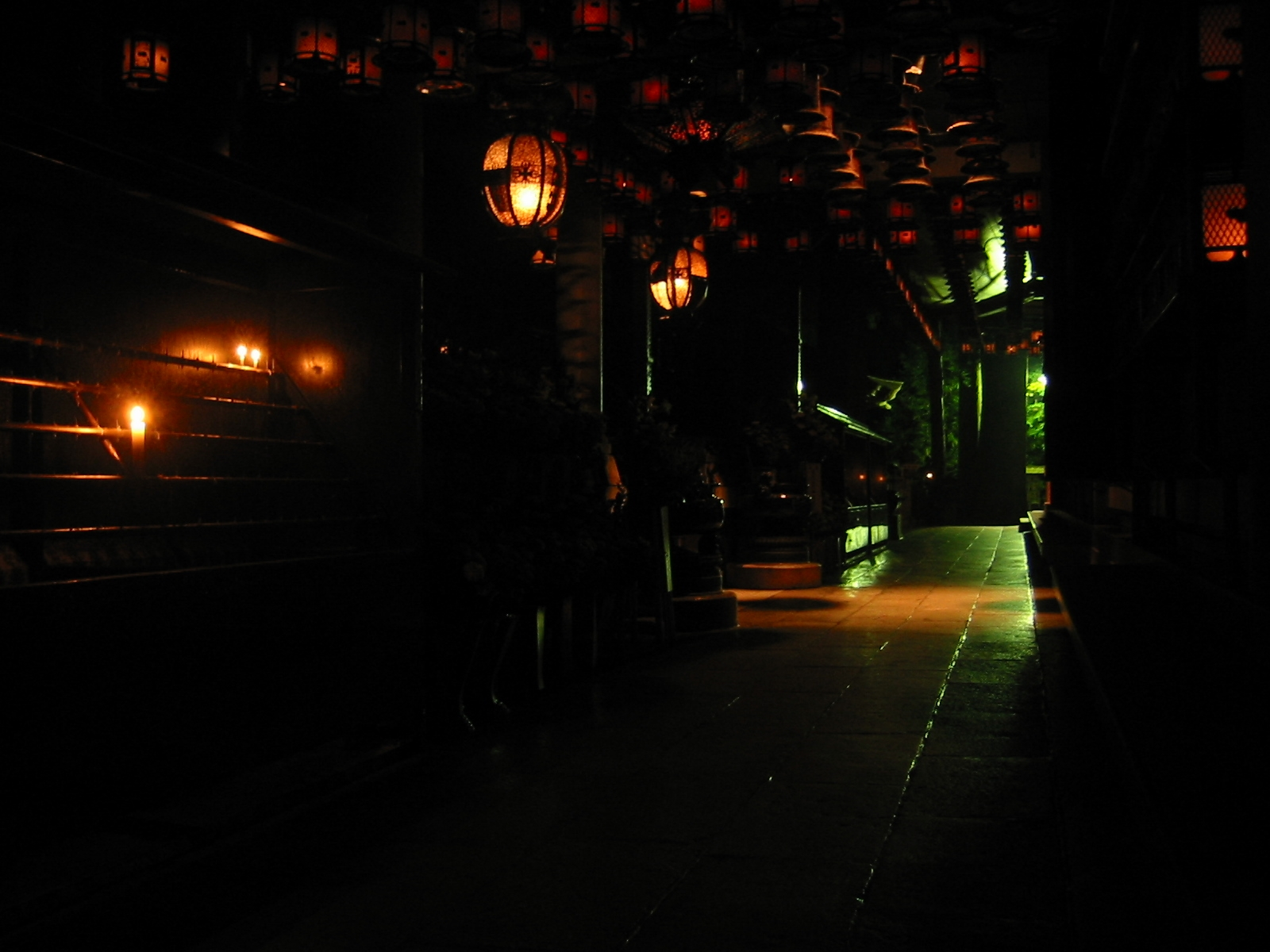
Vor dem Mausoleum Kukais (linke Seite)

Als Kōya-san (japanisch 高野山; kōya 高野 = Hochebene, san 山 = Berg) bezeichnet man im heutigen allgemeinen Sprachgebrauch eine Gruppe von Bergen in Japans Präfektur Wakayama südlich von Ōsaka samt der von ihnen eingeschlossenen Hochebene (Seehöhe ca. 800 m).
Eigentlich handelt es sich nicht um eine geographische Bezeichnung. Kōya-san ist der Beiname des dortigen buddhistischen Kongōbu-Tempels (Kongōbu-ji, 金剛峯寺). Dieser umfasst die gesamte Hochebene mit zahlreichen Untertempeln. Wer zum Kōya-san geht, sucht daher diesen Tempel auf. Alle anderen Tempel gelten als untergeordnete Tempel (tatchū-jiin, 塔頭寺院), weshalb sie in ihrem Namen die Bezeichnung -in, (院) führen.

## Gründung und Geschichte
Das Gebiet wurde im Jahre 816 von dem buddhistischen Mönch Kūkai alias Kōbō Daishi erschlossen, dem es gelungen war, die Unterstützung des Tennō Saga zu gewinnen. Nach dem Ableben von Kūkai, der 835 hier seine letzte Ruhestätte fand, entwickelte sich der Kōya-san zur wichtigsten Stätte der Shingon-Schule neben dem Osttempel (Tō-ji) in Kyōto.
Zu Lebzeiten Kūkais entstanden nur wenige Gebäude. Nach seinem Ableben betrieb der Mönch und Abt Shinzen Daitoku (真然大徳, ca. 804–891) den weiteren Ausbau. 887 war die „Westpagode“ (Saitō) errichtet. Dazu kamen die Yugi-Pagode (Yugi-tō), Miroku-Halle (Miroku-dō), die Shingon-Halle (Shingon-dō), die Juntei-Halle (Juntei-dō), der Glockenturm (Shōrō) und die „Grundlegende Großpagode“ (Kombon daitō) im Danjōgaran genannten Areal. Doch vernichteten durch Blitzschlag ausgelöste Brände im Jahre 994 große Teile der Anlage. Zwischenzeitlich gab es kaum noch Mönche in der seinerzeit schwer zugänglichen Region.
Der entscheidende Impuls zur Wiederbelebung kam von dem Mönch Jōyo (定誉, 958–1047), der seit seinem 13. Lebensjahr im Kōfuku-Tempel (Kōfuku-ji) von Nara wirkte. 1016 stieg er, der Überlieferung nach einer Offenbarung des Bodhisattva Avalokiteshvara (Kannon) folgend, zum Kōya-san auf und entwickelte für die seinem Aufruf folgenden Mönche Mittel, um die harschen Winter zu überleben. Mit der durch den Tennō Daigo im Jahre 921 vorgenommene Ehrung Kūkais als „Großmeister der Lehrverbreitung“ (Kōbō Daishi, 弘法大師) gewann der Shingon-Buddhismus und damit auch der Kōya-san die Unterstützung höchster Kreise. Sowohl der Shirakawa Tennō als auch der Toba Tennō nahmen die beschwerliche Pilgerfahrt auf sich. Zu den Förderern gehört auch die einflussreiche Gemahlin des Toba Tennō, Bifukumon’in (美福門院), die nach ihrem Tod dort beigesetzt wurde. In der Kamakura-Zeit betrieben einflussreiche Krieger-Familien die Gründung von Tempeln, und die Zahl der großen und kleinen Untertempel und Andachtshallen schwoll auf über 2000 an. Während der Sengoku-Zeit im 15. und 16. Jahrhundert fanden hier namhafte Krieger nach persönlichen Krisen Zuflucht als Mönche.
Im 16. Jahrhundert erbrachten die dem Kōya-san überlassenen Ländereien ein jährliches Einkommen von 170 000 Koku Reis. Diese Menge erlaubte den Unterhalt von sogenannten Kriegermönchen (Sōhei), welche den Machthabern ein Dorn im Auge wurden. Während ähnlich wehrhafte Tempel auf dem Berg Hiei (Hiei-zan) und in Negoro (Negoro-ji) von den Truppen des Feldherren Toyotomi Hideyoshi angegriffen und niedergebrannt wurden, entging der Kōya-san diesem Schicksal. Als Repräsentant des Tempels schwor Mokujiki Ōgo (木食應其), ein ehemaliger Heerführer, gegenüber Hideyoshi, absolute Gefolgschaft, so dass es bei einer Reduktion der ausgedehnten Ländereien blieb. 1593 ließ Hideyoshi sogar den Seigan-Tempel (Seigan-ji, 青巌寺) erbauen und unternahm im folgenden Jahr anlässlich des Todes seiner Mutter eine Pilgerfahrt hierher. Auch Tokugawa Ieyasu, der erste Shōgun der Tokugawa-Dynastie, scheute die beschwerliche Reise nicht.
Während der Edo-Zeit stand der Kōya-san unter der Patronage der Tokugawa-Familie und erfreute sich eines Reis-Einkommens von 120 000 Koku. Regionalfürsten errichteten Steinpagoden längs der Pilgerwege, und so manch einer aus namhaften Familien fand im Talgrund vor dem Mausoleum Kukais seine letzte Ruhestätte. Unter den Tempeln gewannen der Seigan-Tempel und der Kōzan-Tempel (Kōzan-ji, 興山寺) mit Mönchsgelehrten und Verwaltungsmönchen eine zunehmend wichtigere Funktion. Zugleich waren die Äbte des Hōshō-Tempels (Hōshō-in, 宝性院) und des Muryōju-Tempels (Muryōju-in, 無量寿院) in gleicher Weise wie die Regionalfürsten dem Zwang zur „wechselnden Aufwartung“ (Sankin kōtai) am Hofe des Shōgun in Edo unterworfen.

## Reorganisation und Neubestimmung in der Meiji-Zeit
Die nach dem Sturz des letzten Tokugawa Shogun im Jahre 1868 installierte Meiji-Regierung propagierte die Trennung von Buddhismus und Shintō (Shinbutsu-Bunri) und trieb den Aufbau eines dem Kaiserhaus eng verbundenen Staats-Shintō voran. Die tief in das bisherige Gefüge eingreifenden Maßnahmen ließen auch den Kōya-san nicht unbeeinträchtigt. Der seit den frühen Jahren mit dem Kōya-san aufs engste verbundene Niutsu-hime Schrein (alias Ama-no-sha) am Fuße des Gebirges wurde selbständig. Frauen, die bislang nur „Frauen-Halleｎ“ (Nyonin-dō, 女人堂) an den sieben Zugängen zur Hochebene aufsuchen konnten, durften ab 1872 die gesamte Region betreten. 1869 legte man den Seigan-Tempel und den Kōzan-Tempel zum Kongōbu-Tempel (Kongōbu-ji) zusammen. Dieser fungiert seitdem als Zentraltempel. Doch nach wie vor gilt die gesamte Hochebene als ein Tempel. Dessen Haupthalle (Kondō) befindet sich im Areal Danjōgaran. Die meisten wichtigen Zeremonien werden dort abgehalten. Der Kongōbu-Tempel verwendet zwei Embleme: ein Paulownia Emblem (gosan-kiri-mon) und das Dreifache Tomoe-Emblem (mitsudomoe-mon).
Mit der erzwungenen Rückgabe der ausgedehnten Ländereien und Wälder an den Staat brach die wirtschaftliche Grundlage des Tempels zusammen. Mehr als je zuvor war man auf die Zuwendungen von Pilgern und auf den Devotionalienhandel angewiesen. Dennoch ließ sich der Betrieb im bisherigen Maßstab nicht aufrechterhalten. 1877 erfolgte eine erste Welle von Zusammenlegungen diverser Unter-Tempel, gefolgt von einer zweiten Welle im Jahre 1886. Dazu kamen Brände (1870, 1872, 1879, 1882, 1884, 1888), denen zahlreiche Anlagen zum Opfer fielen. Besonders der Großbrand von 1888 hatte katastrophale Auswirkungen. Der wohl entscheidende Beitrag zur Stabilisierung des Koyasan war neben der Öffnung für weibliche Pilger der Bau einer Eisenbahnlinie, die 1898 den Betrieb aufnahm.
In jenen Jahren begann das Ministerium des Kaiserlichen Haushalts (heute Kaiserliches Hofamt) mit Untersuchungen zu den lokalen Kulturgütern. Nach der Verabschiedung von Gesetzen zum Schutz alter Schreine und Tempel (1897) erlangten zahlreiche Objekte und Gebäude den Status eines „Wichtigen Kulturguts“ oder „Nationalen Schatzes“. Seit 1921 dient ein mit Spenden errichtetes, „Haus der spirituellen Schätze“ (Reihōkan, 霊宝館) genanntes Museum der Bewahrung und Ausstellung von insgesamt 50.000 Objekten; darunter befinden sich 21 „Nationalschätze“ und 142 „Wichtige Kulturgüter“.
Im Laufe der 1200-jährigen Geschichte fielen Teile der Anlage wiederholt Bränden, sei es durch Blitzschlag, sei es durch Brandstiftung oder menschliches Versagen, zum Opfer. So wurde die Haupthalle (Kondō) des Areals Danjōgaran sieben Mal wieder aufgebaut. Die Geschichte der „Grundlegenden Großpagode“ (Kompondaitō) reicht bis ins 9. Jh., der heutige Bau stammt aus dem Jahre 1937.

## Kōya-san heute
Heute gibt es noch 117 dem Kongōbu-Tempel untergeordnete Tempel mit rund 600 Mönchen sowie eine 1926 gegründete Universität für religiöse Studien. Etwa die Hälfte der Tempel bietet Pilgern und Touristen Unterkunft mit vegetarischer Mönchskost sowie die Möglichkeit, an der morgendlichen Andacht (gongyō) teilzunehmen. Administrativ sind die Tempel Teil des Städtchen Kōya (Kōya-chō, Bevölkerung einschließlich der Mönche 3500 Personen), das sich mit dem Devotionalienhandel und der Versorgung der Tempel entwickelt hat, doch seit den 90er Jahren unter starkem Bevölkerungsschwund leidet.
Auf dem Kōya-san befindet sich eine Reihe berühmter Stätten:
- Kongōbu-ji (金剛峰寺, wörtl. „Diamant-Gipfel-Tempel“), neben dem „Ost-Tempel“ (Tō-ji) in Kyōto der wichtigste Tempel der Shingon-Schule;
- Danjōgaran (壇上伽藍), ein Areal mit einer Reihe von Pagoden und Hallen, viele davon als Kulturgut registriert;
- Kompon Daitō (根本大塔, wörtl. „Grundlegende Großpagode“), eine Pagode, die nach der Lehre des Shingon-Buddhismus den Mittelpunkt eines räumlichen Mandala bildet, das ganz Japan umfasst;
- Oku-no-in (奥の院, wörtl. Hintere Halle), eine kleine Anlage mit dem Mausoleum von Kūkai im hinteren Teil einer im Wald liegenden Nekropole mit den Grabstätten bekannter Persönlichkeiten und Familien der japanischen Geschichte;
- Sannō-in (山王院, wörtl. Tempel des Bergkönigs), eine der lokalen Shintō-Gottheit gewidmete Halle. Dort findet eine Reihe wichtiger Zeremonien statt.

Im Jahre 2004 wurde Kōya-san zusammen mit anderen Stätten auf der Halbinsel Kii von der UNESCO zur Stätte des Weltkulturerbes erklärt. Seitdem steigt die Zahl ausländischer Besucher.

## Anreise
Der Kōya-san ist mit Zügen der Nankai Electric Railway erreichbar. Die Fahrt endet am Bahnhof Gokurakubashi (極楽橋, wörtl. „Paradiesbrücke“). Eine von der Eisenbahngesellschaft betriebene Standseilbahn transportiert die Besucher in fünf Minuten zur Bergstation. Von dort aus erreicht man mit dem Bus oder Taxi in etwa zehn Minuten den Kernteil der Siedlung.

## Bildergalerie

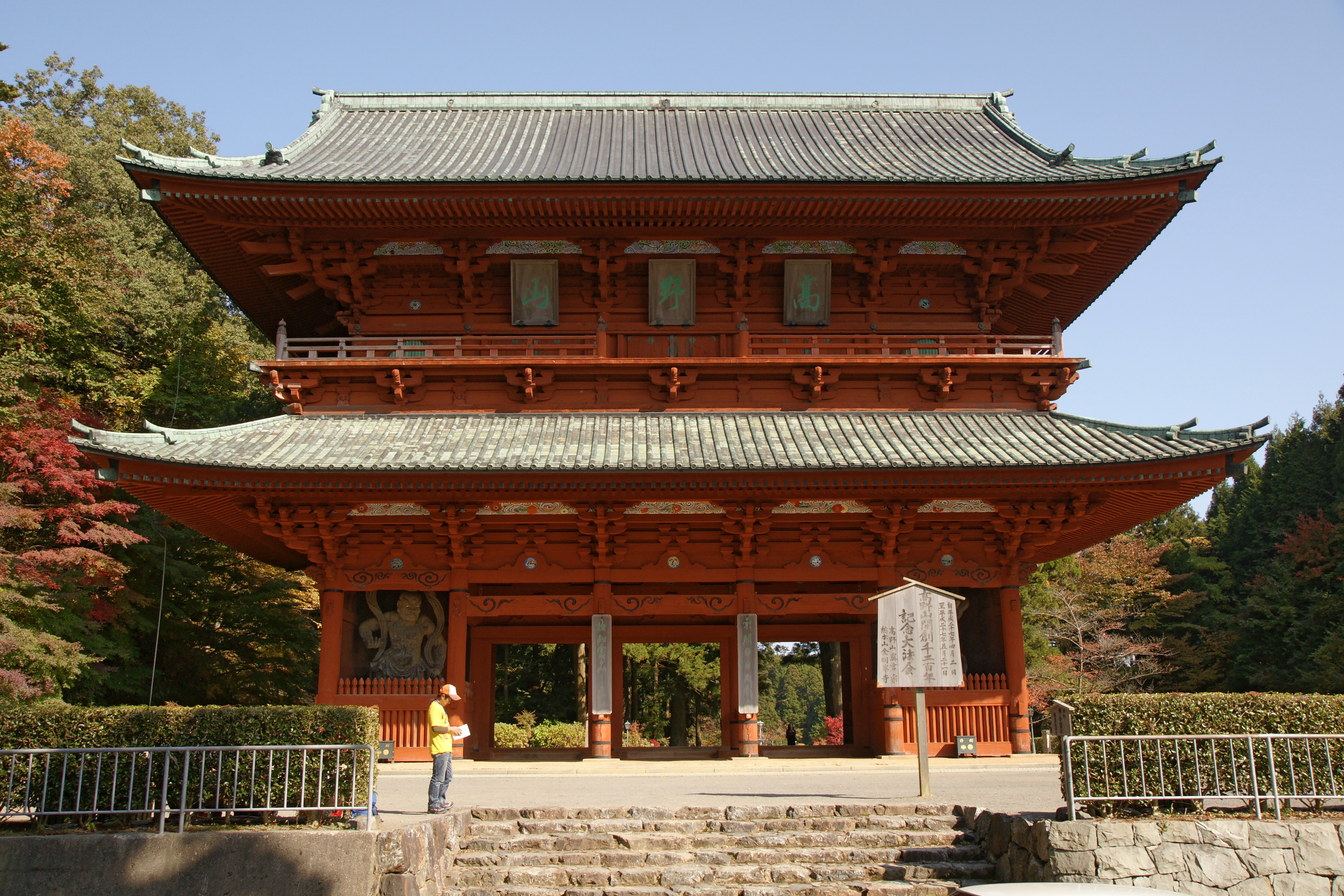
Das „Große Tor“ (Daimon)
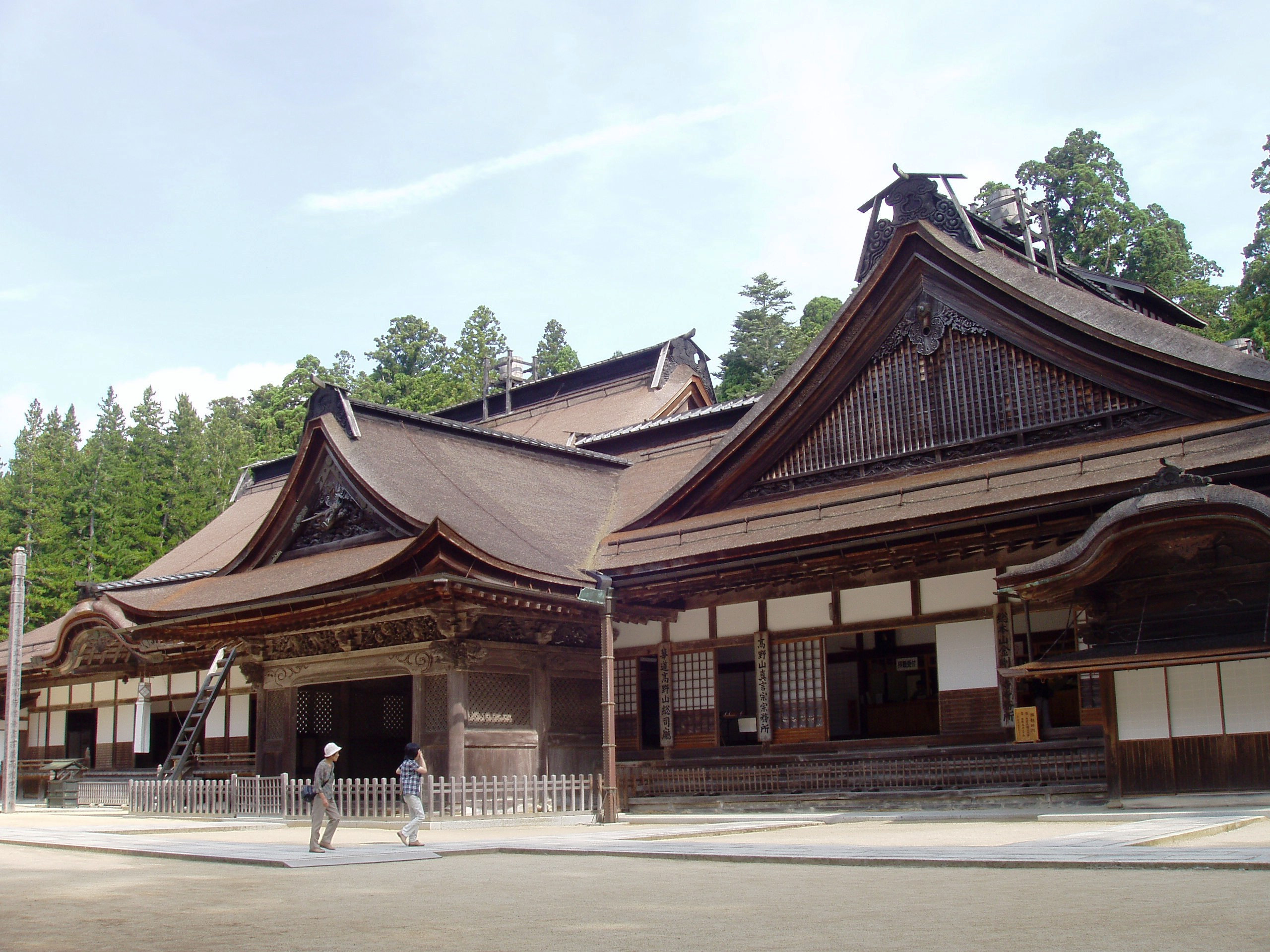
Kongōbu-Tempel (Kongōbu-ji)
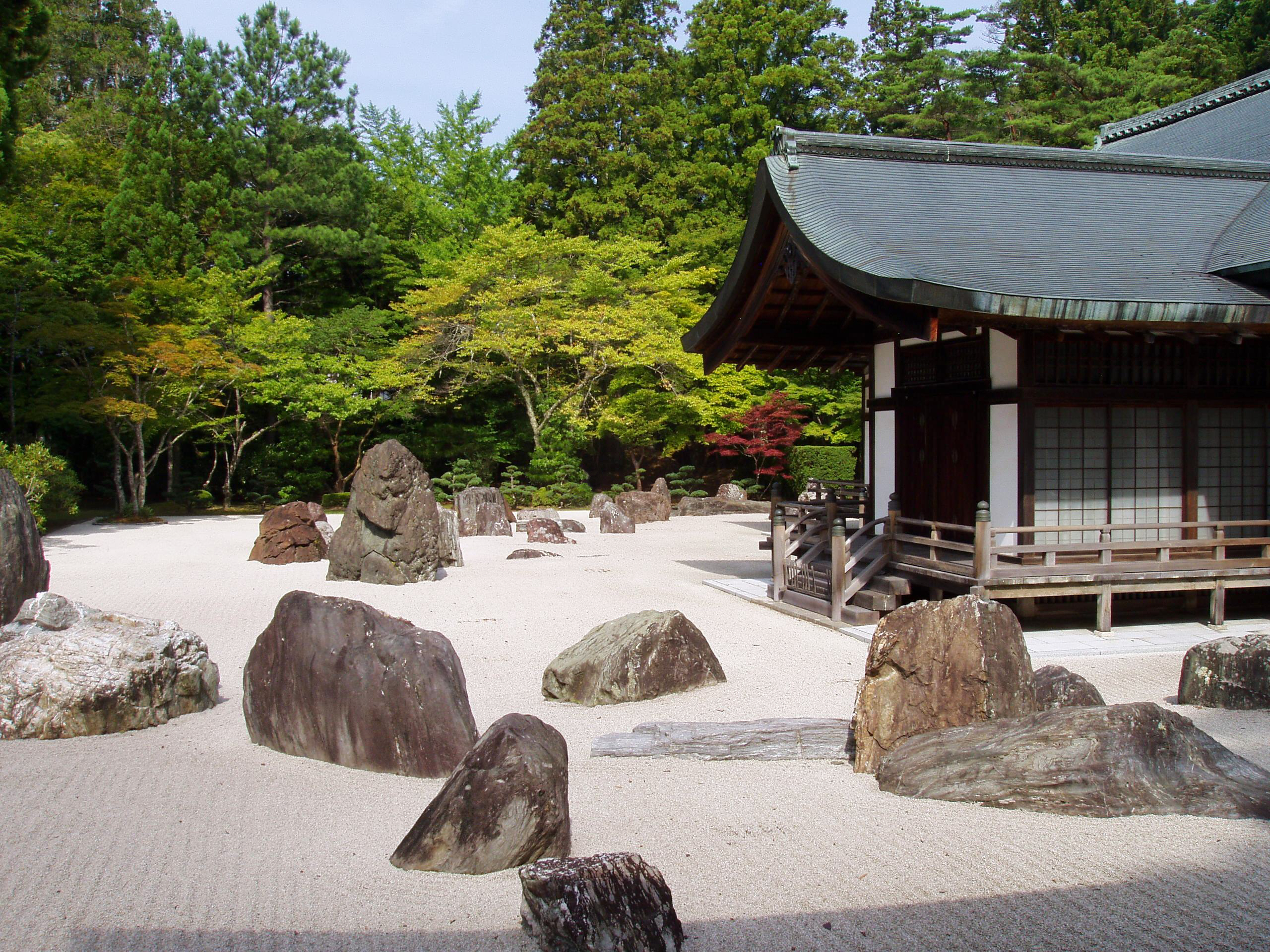
Steingarten im Kongōbu-Tempel
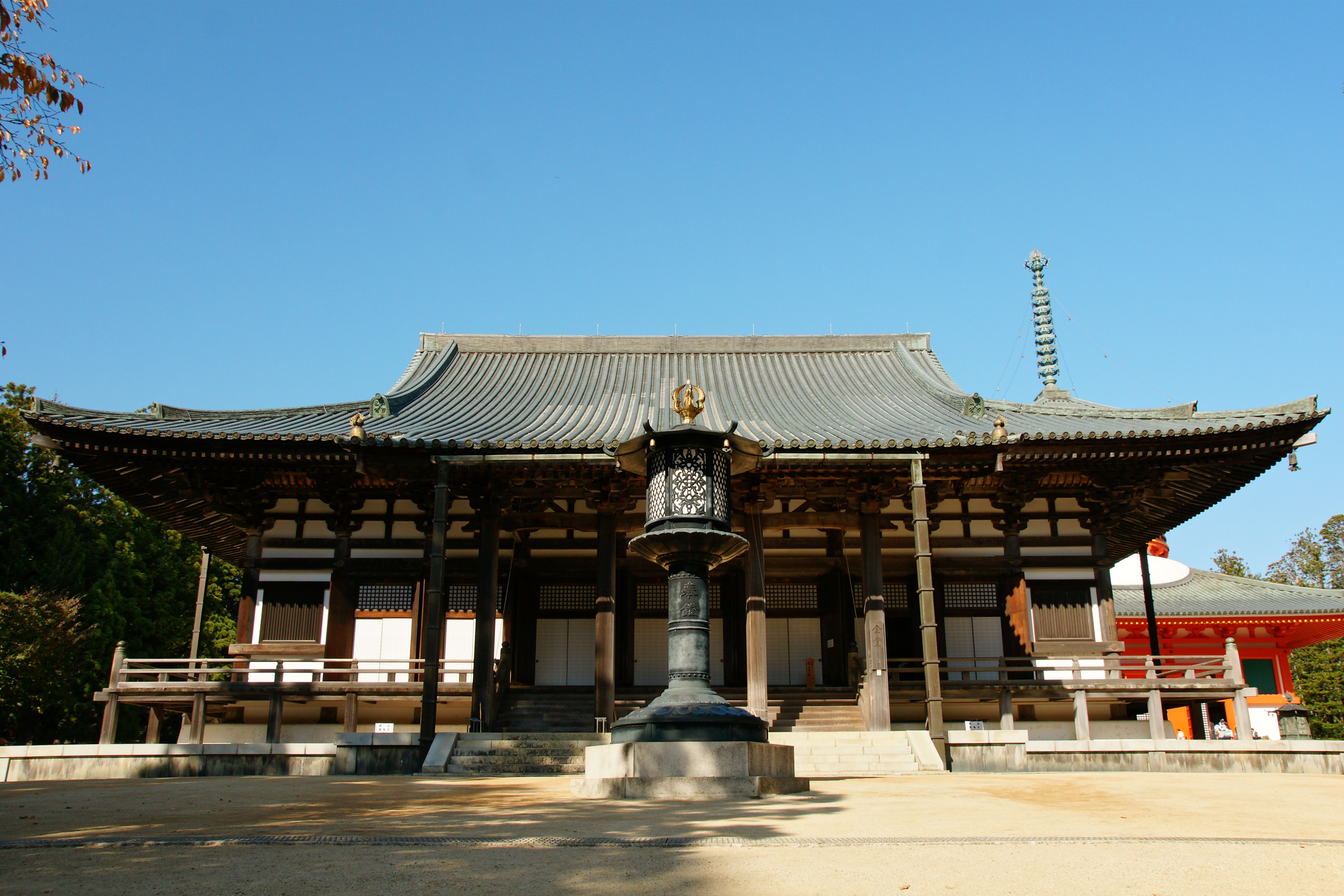
Haupthalle (Kondō) im Tempelbezirk Danjōgaran
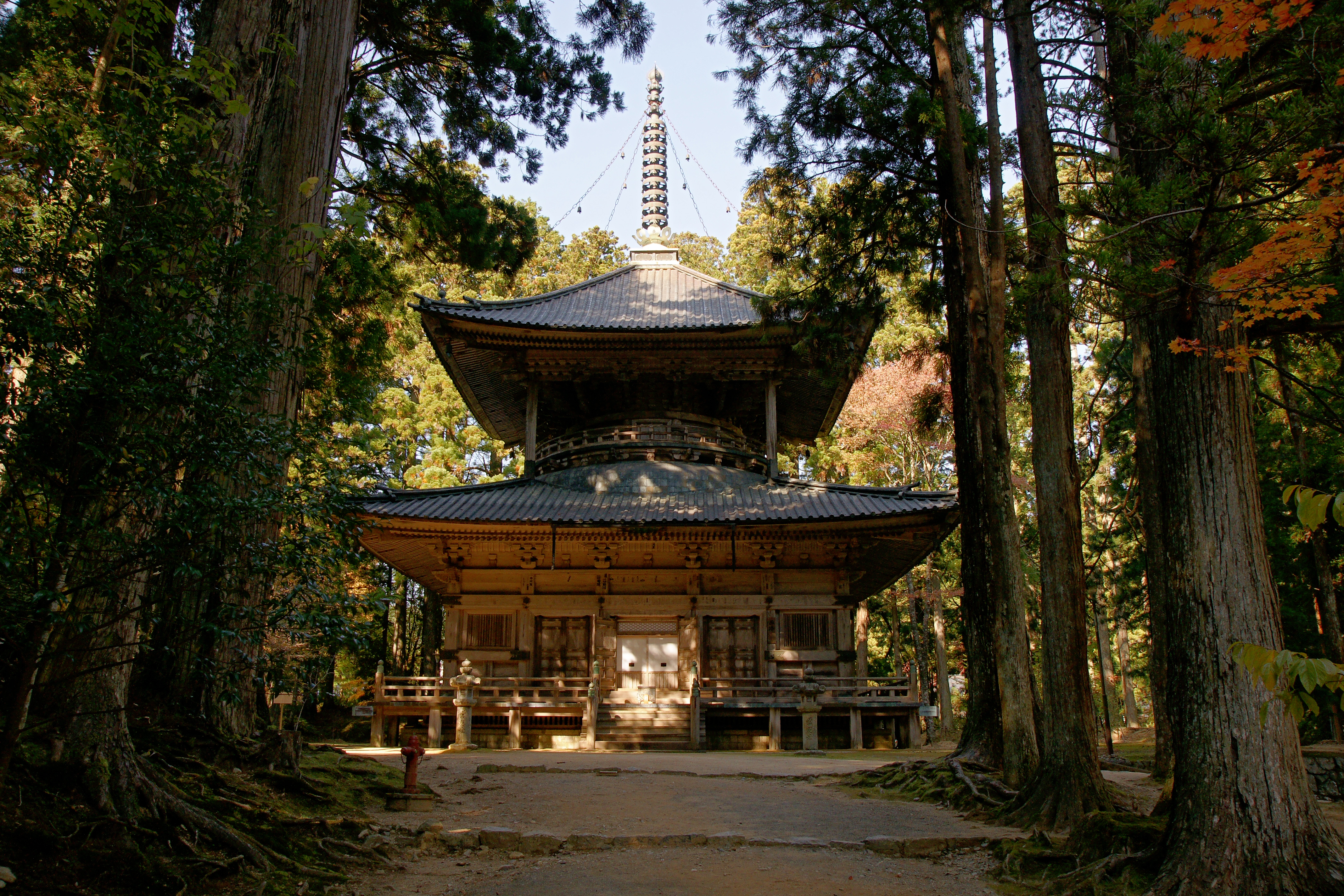
West-Pagode im Tempelbezirk Danjōgaran
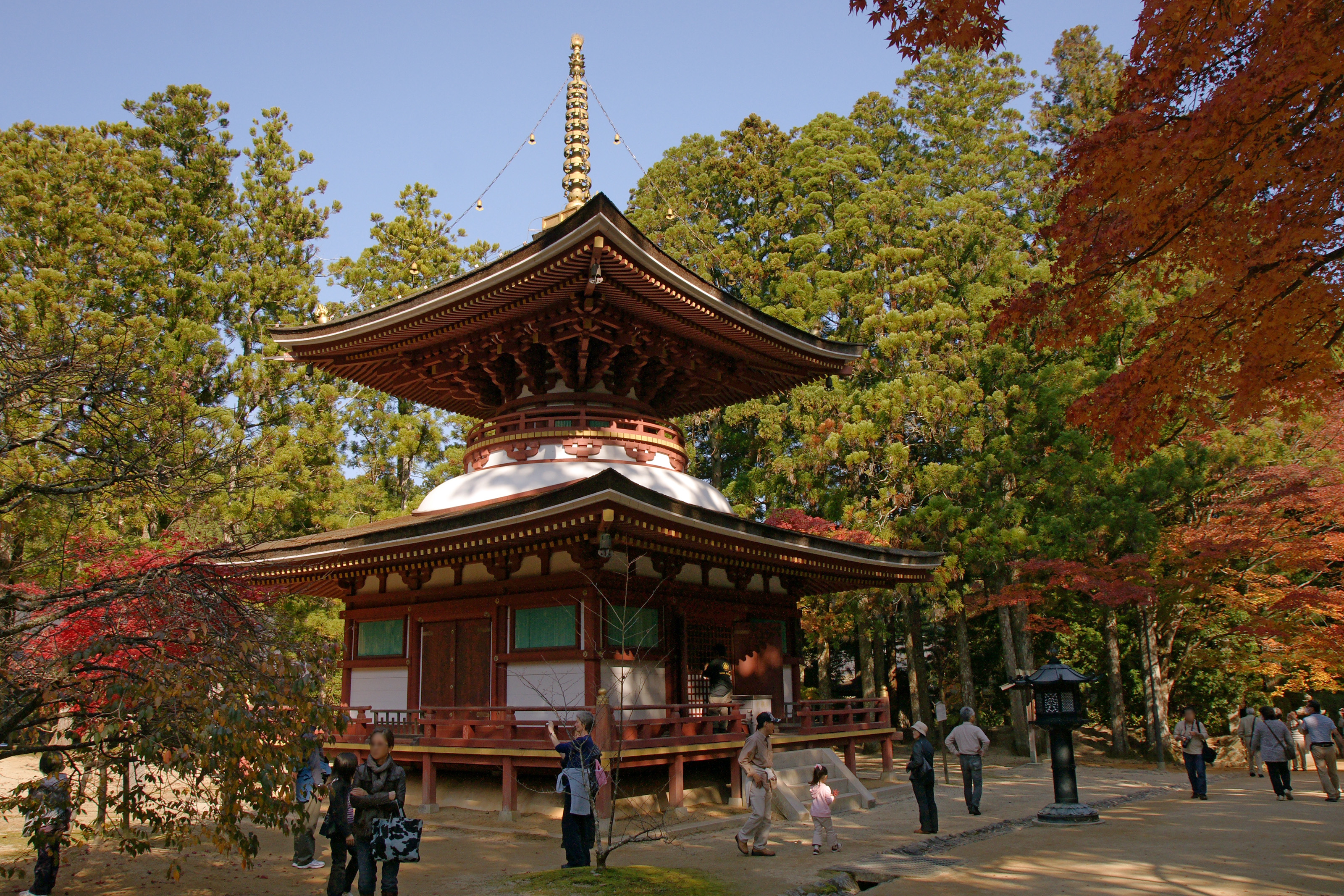
Ost-Pagode im Tempelbezirk Danjōgaran
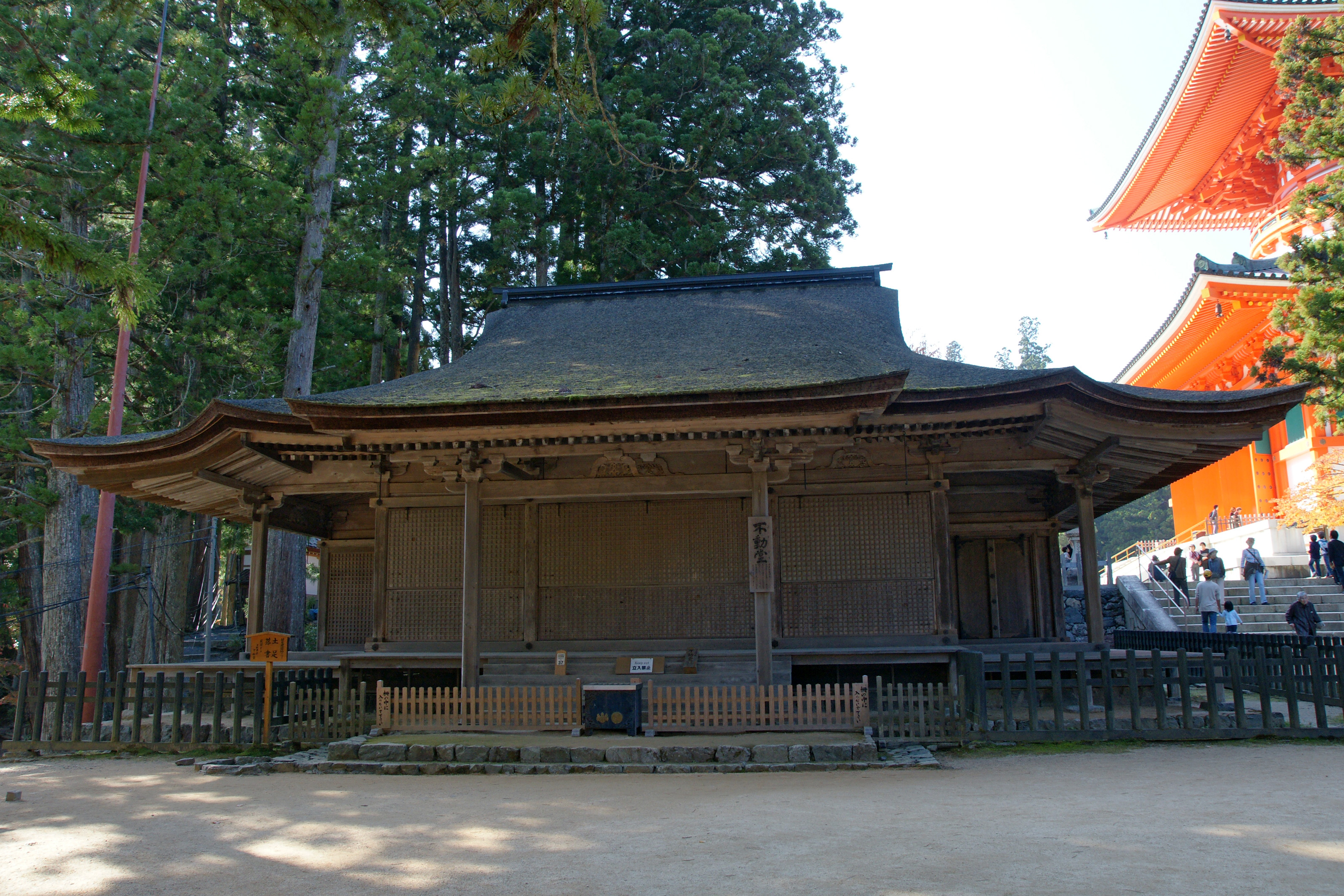
Halle des Fudō myōō (Fudōdō) im Tempelbezirk Danjōgaran (Nationalschatz)
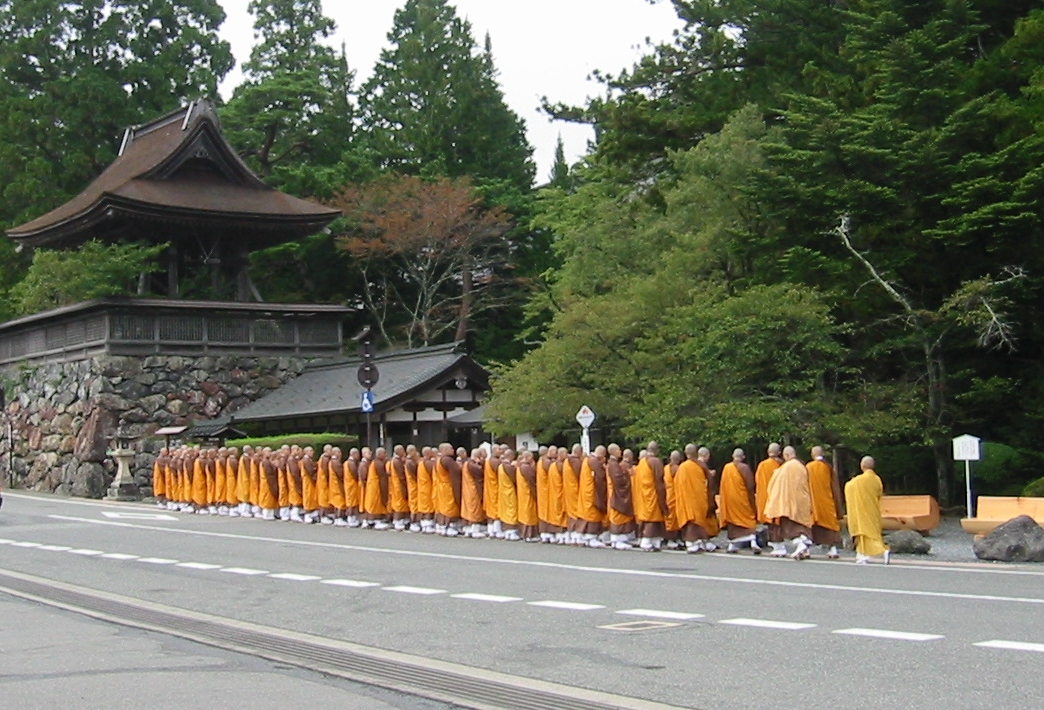
Mönche in der Nähe des Tempelbezirks Danjōgaran
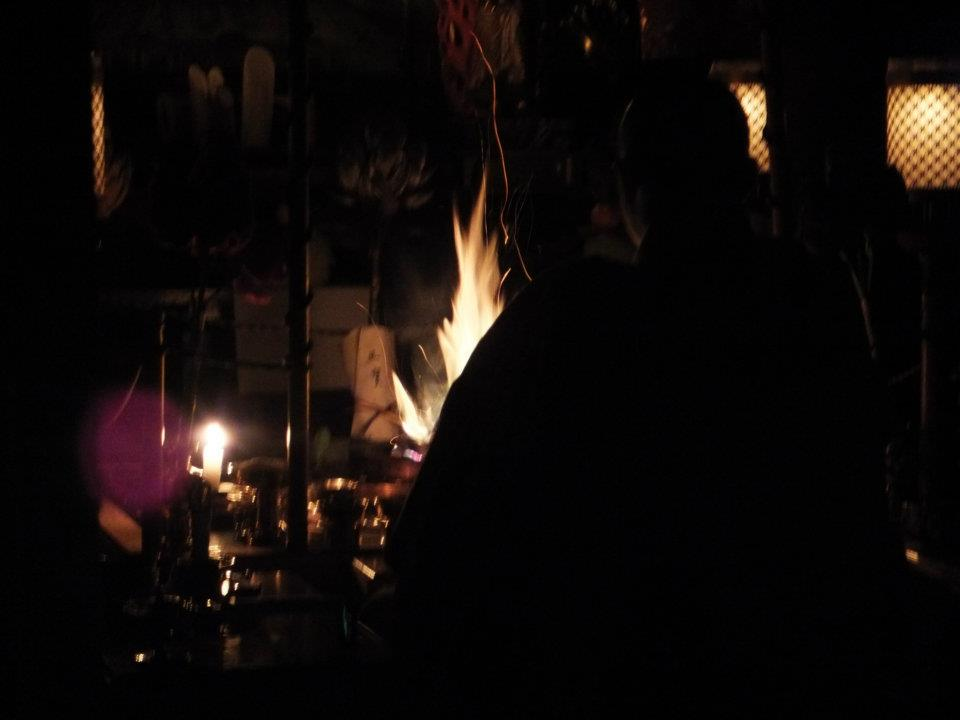
Goma-Ritual in der Aizen-Halle (Aizendō) des Tempelbezirks Danjōgaran
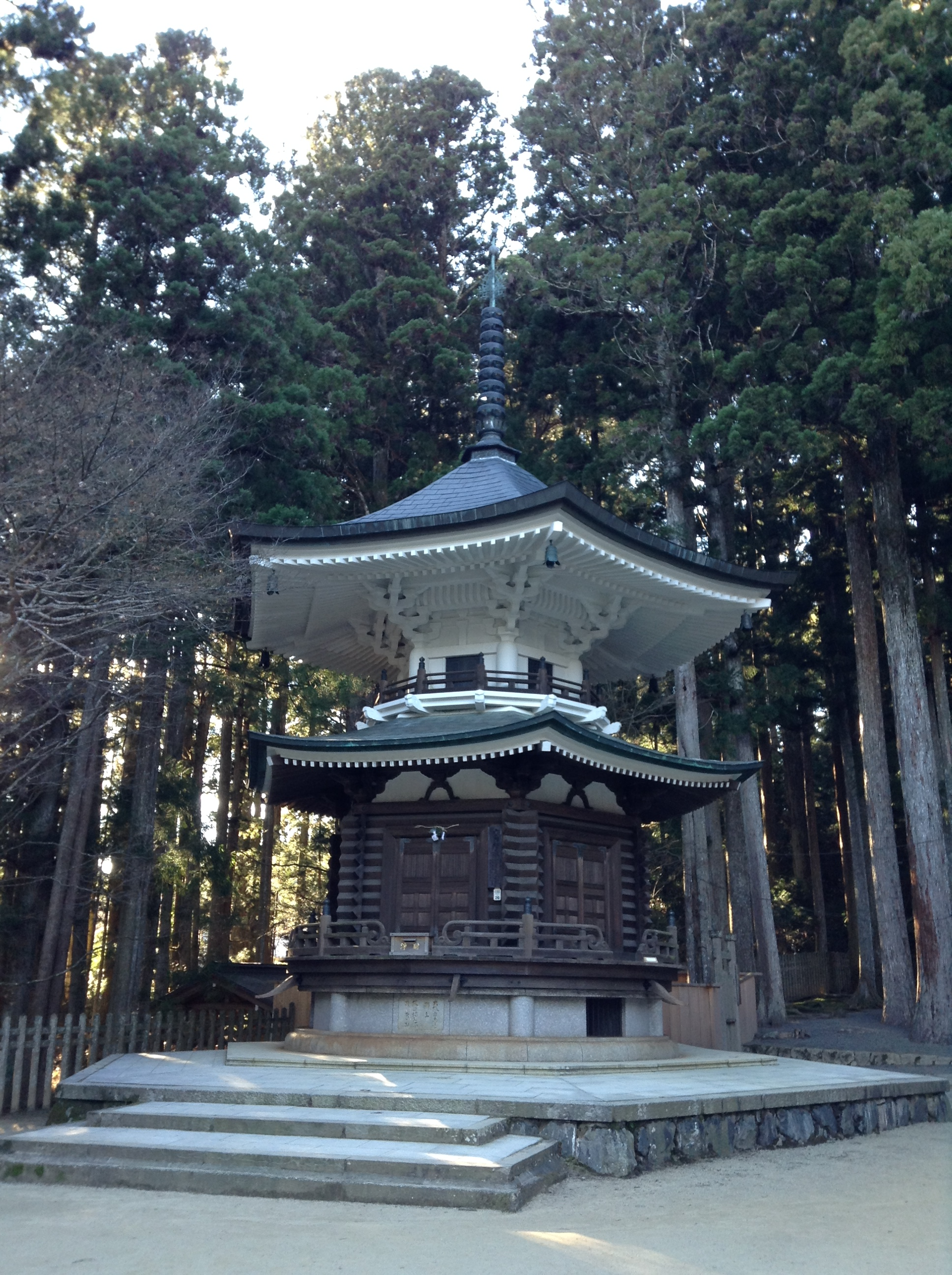
Sechseckiger Sutrenspeicher (Rokkaku kyōzō) im Tempelbezirk Danjōgaran
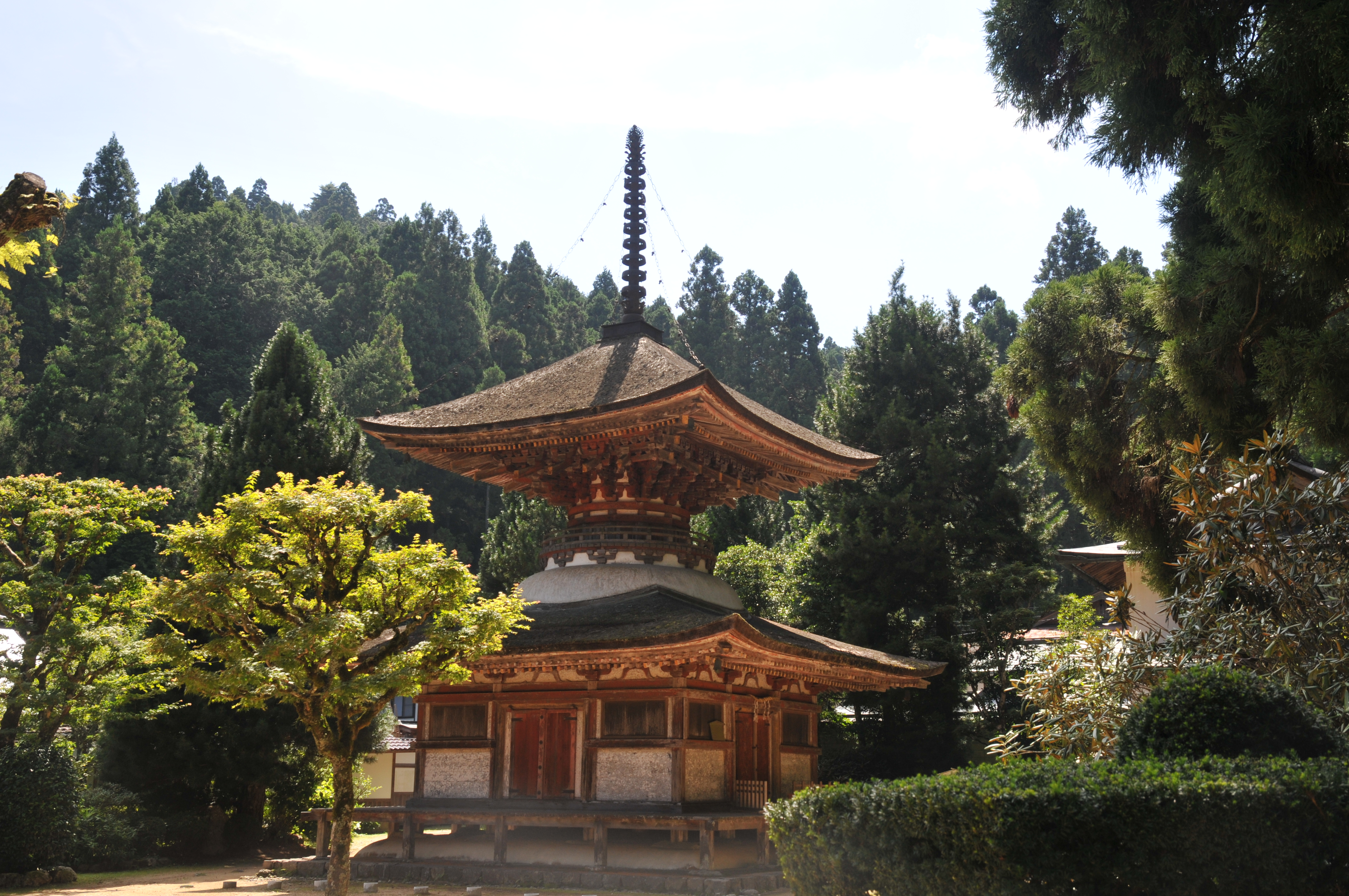
Pagode im Sanmai-Tempel (Sanmai-in). (Nationalschatz)
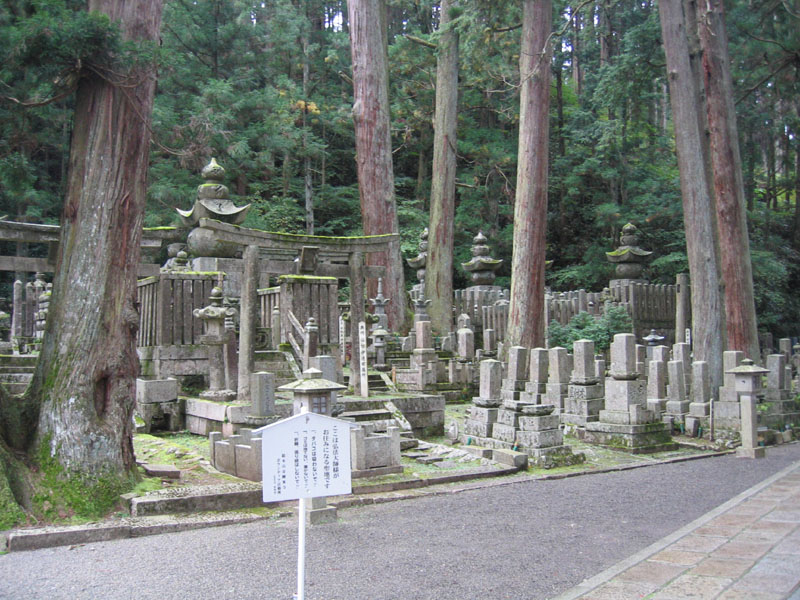
Fußweg durch die alten Grabfelder zur „Hinteren Halle“ (Oku-no-in)
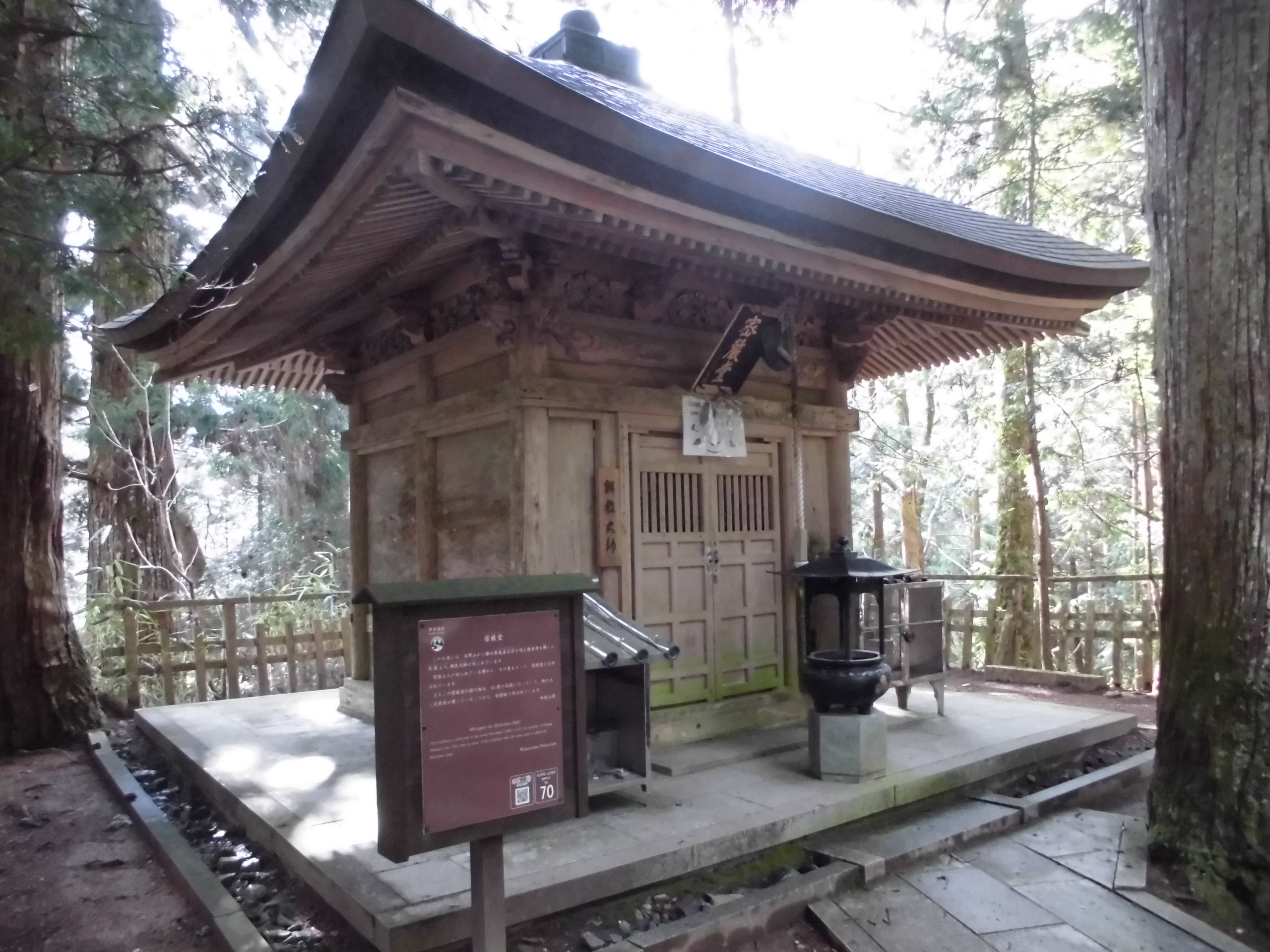
Mitsugondō, eine Kakuban, dem Gründer der Shingi-Shingon Schule, gewidmete Halle
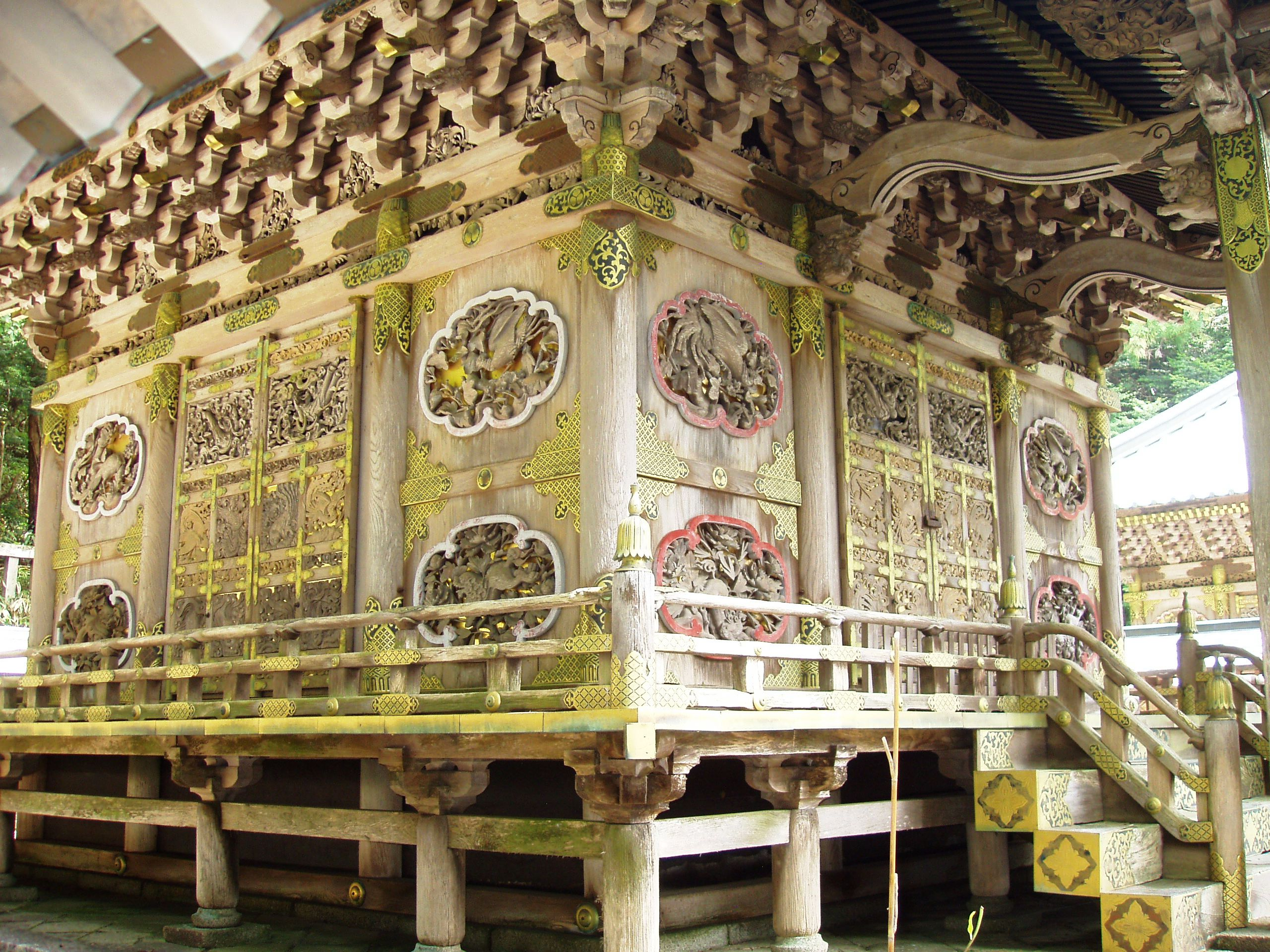
Tokugawa Mausoleum